# Districten van Antwerpen
In de gemeente Antwerpen worden de deelgemeenten districten genoemd. Ze worden bestuurd door het districtscollege en de inwoners worden vertegenwoordigd door de districtsraad. De Antwerpse districten zijn vergelijkbaar met de voormalige Nederlandse deelgemeenten of stadsdelen (Amsterdam, Rotterdam).

## Ontstaan

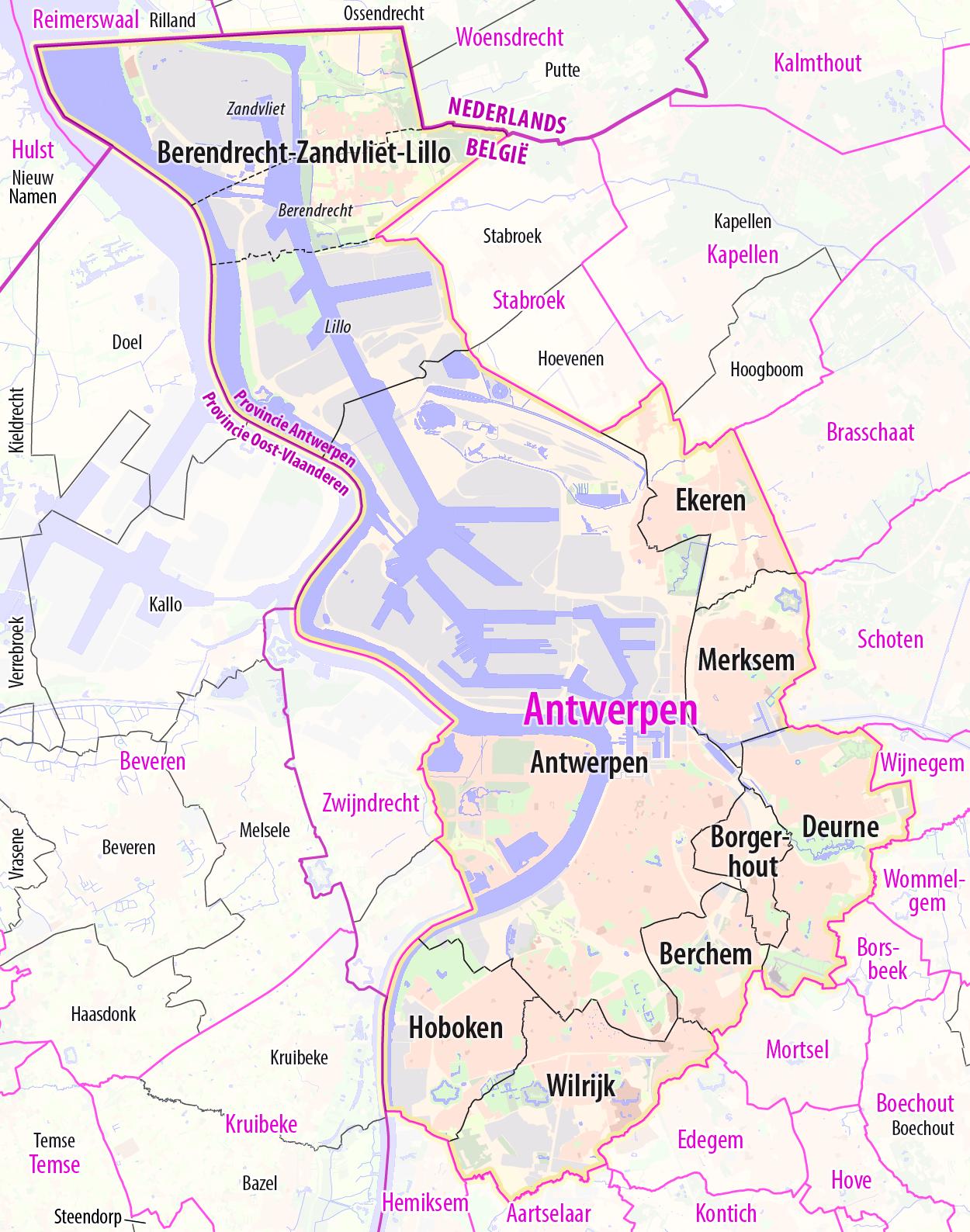
Kaart van de Antwerpse districten
van 1 januari 1983 tot 1 januari 2019

Op 1 januari 1977 werden de meeste Belgische gemeenten (met uitzondering van de Antwerpse en Brusselse agglomeratie) samengevoegd tot de huidige fusiegemeenten. Wegens het specifieke karakter van de Antwerpse gemeentelijke herindeling trad de fusiewet van 30 december 1975 hier pas in voege op 1 januari 1983.
De voormalige gemeenten werden districten genoemd, en kregen een officieuze, adviserende functie binnen het stadsbestuur. Vanaf 2000 werden de districtsraden rechtstreeks verkozen en met ingang van 1 januari 2001 verkregen zij opnieuw een bestuurlijke functie.
De voormalige gemeenten Berendrecht, Zandvliet en Lillo (die in 1958 bij Antwerpen werden gevoegd), werden uit het district Antwerpen losgemaakt en samengevoegd in een apart district genaamd Berendrecht-Zandvliet-Lillo (BeZaLi) dat dezelfde status heeft als de overige 8 districten. In 2022 werden fusiegesprekken met Borsbeek opgestart. In 2025 werd Borsbeek het tiende district van de stad Antwerpen.

## Huidige districten

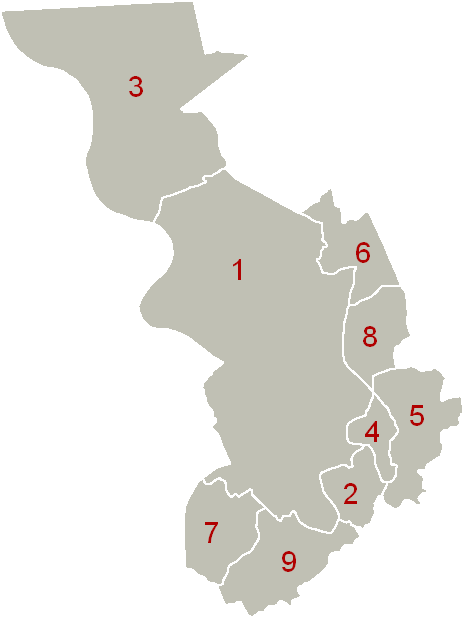
Kaart van de Antwerpse districten
van 1 januari 1983 tot 1 januari 2019

De 10 districten kennen op 1 januari 2023 de volgende oppervlakte, bevolkingsaantallen en bevolkingsdichtheid. Omdat de districten Antwerpen en Be-Za-Li grotendeels in havengebied liggen, wordt ook de bevolkingsdichtheid in de gebieden bestemd voor wonen getoond.
| #  | Naam                        | Oppervlakte (km²) | Bevolking | Bevolkings- dichtheid | Bevolkingsdichtheid woongebieden |
| -- | --------------------------- | ----------------- | --------- | --------------------- | -------------------------------- |
| 1  | Antwerpen (district)        | 83,18             | 198.784   | 2.390                 | 11.959                           |
| 2  | Berchem                     | 5,70              | 43.325    | 7.603                 | 10.717                           |
| 3  | Berendrecht-Zandvliet-Lillo | 52,43             | 9.962     | 190                   | 3.315                            |
| 4  | Borgerhout                  | 3,90              | 46.424    | 11.904                | 17.026                           |
| 5  | Deurne                      | 13,03             | 82.270    | 6.315                 | 11.932                           |
| 6  | Ekeren                      | 13,48             | 28.720    | 2.131                 | 4.614                            |
| 7  | Hoboken                     | 10,52             | 41.352    | 3.932                 | 8.451                            |
| 8  | Merksem                     | 8,42              | 45.929    | 5.457                 | 10.691                           |
| 9  | Wilrijk                     | 13,71             | 41.916    | 3.057                 | 7.026                            |
| 10 | Borsbeek                    | 3,92              | 11.076    | 2.826                 | 2.918                            |

De grenzen op de kaart hiernaast zijn sinds 1 januari 2019 verouderd.

Vooral de grens tussen de districten 1 Antwerpen en 6 Ekeren werd ingrijpend gewijzigd.

Ook de grens tussen 6 Ekeren en 8 Merksem werd aangepast.

Sinds 1 januari 2025 is hier het district Borsbeek bijgekomen.

## Organen

### Districtsburgemeester
Deze functie werd tot 2018 districtsvoorzitter genoemd.
- Ambtenaar van de burgerlijke stand (onder meer het voltrekken van huwelijken)
- Ordehandhaving tijdens districtsraadszittingen

### Districtscollege
Dit college (vroeger districtsbureau genoemd) wordt gevormd door de districtsvoorzitter (ook wel districtsburgemeester genoemd) en de districtschepenen (vroeger ondervoorzitters of bureauleden genoemd). Zij worden bij het begin van de legislatuur verkozen door de districtsraad.

### Districtsraad
De districtsraad is samengesteld uit rechtstreeks verkozen raadsleden. De grootte van de districtsraad is afhankelijk van de grootte van het district, en is twee derden van de gemeenteraad van een vergelijkbare gemeente. De verkiezingen voor de districtsraden gebeuren op hetzelfde moment als de gemeenteraadsverkiezingen.

## Bevoegdheden
De bevoegdheden kunnen als volgt ingedeeld worden:
- Bevoegdheden, rechtstreeks toegewezen door de Nieuwe Gemeentewet
- Bevoegdheden, gedelegeerd door college van burgemeester en schepenen of de gemeenteraad
- Bevoegdheden, rechtstreeks toegewezen door andere wetten

De districten hebben beslissingsbevoegdheid over sport-, jeugd-, cultuur- en seniorenbeleid. Ook over de communicatie van het district, de feestelijkheden en een gedeelte van de straat- en groenwerken kunnen de districtsorganen nu beslissingen nemen. Over de andere domeinen kan de districtsraad adviezen geven.